# Holubia
Holubia é um género botânico pertencente à família Pedaliaceae.

## Espécies
- Holubia boryi
- Holubia pyrenaica
- Holubia saccata